# Place Claude-Sautet
La place Claude-Sautet est une voie située dans le 5e arrondissement de Paris, en France.

## Situation et accès
La place est située à l'intersection des rues de Bazeilles, Monge, Claude Bernard et de l'avenue des Gobelins.

## Origine du nom
La voie porte le nom de Claude Sautet (1924-2000), scénariste et réalisateur français.

## Historique
Par délibération du 8 juin 2023, la voie prend la dénomination de « place Claude-Sautet ».